# Wincenty Czerwiński
Wincenty Czerwiński, pseud. „Niekrasicki” (ur. 13 października 1895 w Mławie, zm. 13 czerwca 1986 w Warszawie) – inżynier, nauczyciel i kierownik szkół, wykładowca Państwowego Instytutu Robót Ręcznych w Warszawie, autor podręczników szkolnych.

## Życiorys

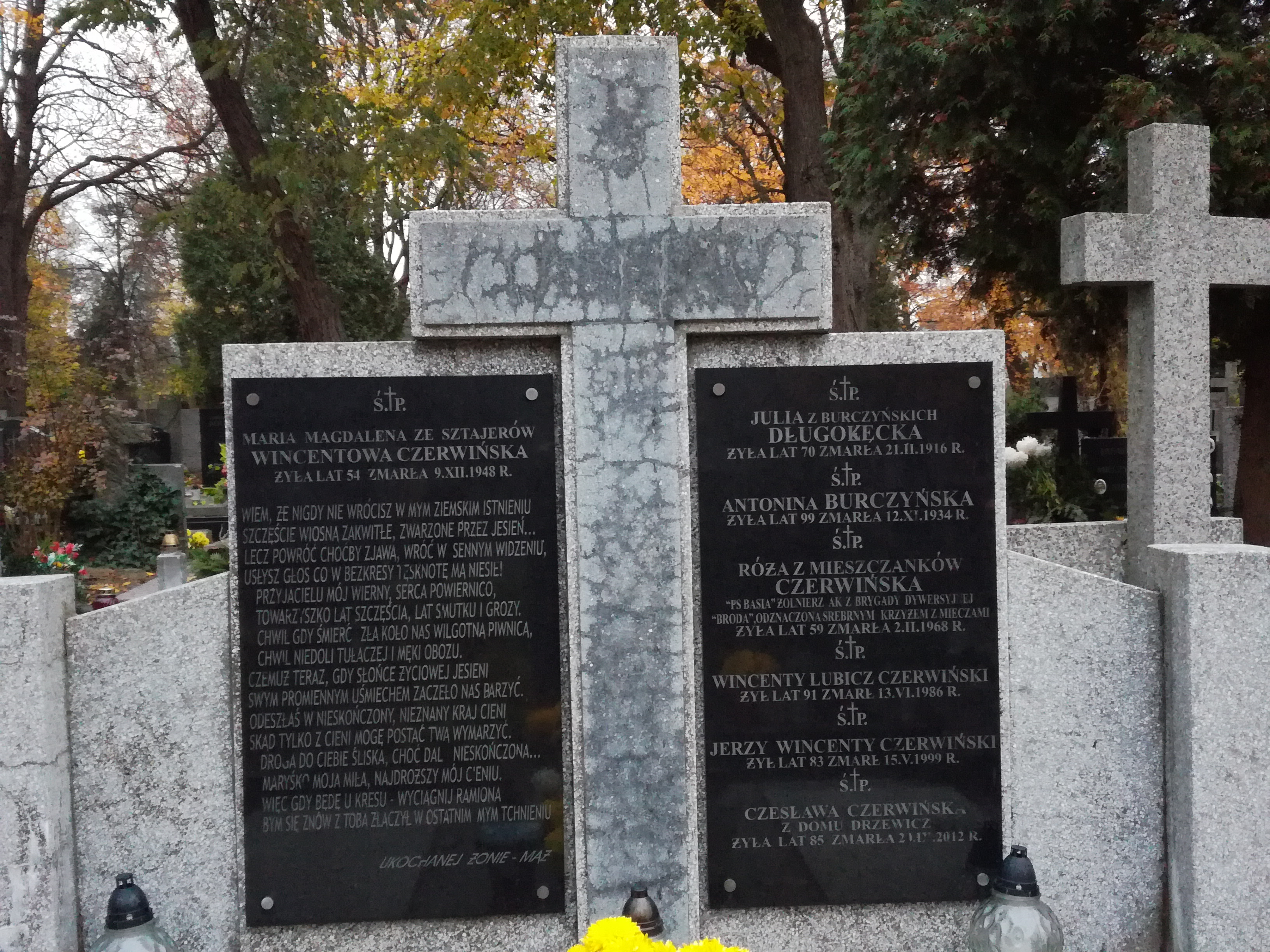
Grób Wincentego Czerwińskiego na cmentarzu Bródnowskim

Szkołę średnią ukończył w Płocku, a następnie Wydział Mechaniczny Szkoły Wawelberga i Rotwanda w Warszawie. W 1917 podjął naukę na Politechnice Warszawskiej na Wydziale Inżynierii Lądowej, studiował z przerwami – do 1924.
Pracę zawodową rozpoczął jako nauczyciel matematyki i fizyki w szkołach warszawskich, od 1921 kierownik warsztatów mechanicznych I Miejskiej Szkoły Zawodowej Męskiej im. Michała Konarskiego w Warszawie, od 1935 dyrektor tej szkoły.
W latach 1923–39 wykładowca Państwowego Instytutu Robót Ręcznych (PIRR) w Warszawie, przy ul. Górczewskiej 8.
Wincenty Czerwiński prowadził w Instytucie wykłady z zakresu technologii metali, drewna, włókna i papieru, uczył także geometrii wykreślnej i kreślenia technicznego, prowadził zajęcia z budowy motocykli i samochodów oraz z techniki jazdy. Ponadto był doradcą technicznym dyrektora Instytutu – inż. Władysława Przanowskiego, a następnie Stanisława Malca.
Wykorzystując możliwości warsztatów Szkoły im. Konarskiego rozpoczął produkcję wyposażenia dla szkolnych pracowni robot ręcznych. Zaprojektował tokarkę do metali i drewna, wiertarkę i komplety narzędzi do obróbki metali oraz do metaloplastyki. Według wskazówek Czerwińskiego zorganizowano w Warszawie i w całym kraju szereg szkolnych pracowni prac ręcznych. Opracował programy technologii materiałów dla PIRR i Wyższych Kursów Nauczycielskich. Wchodził w skład Komisji Egzaminacyjnej dla Nauczycieli Robót Ręcznych. Współpracował z redagowanym przez inż. W. Przanowskiego kwartalnikiem „Praca Ręczna w Szkole”, w którym zamieścił kilkanaście artykułów. Wybierany był do Zarządu Głównego Towarzystwa Nauczycieli Szkół Zawodowych, od 1930 był wiceprezesem, a od 1936 do kwietnia 1945 prezesem Zarządu Głównego.
W sierpniu 1939 otrzymał kartę mobilizacyjną do 1 pułku lotniczego w Warszawie. Zwolniony z obozu jenieckiego jako inwalida wojenny, od 1 maja 1940 kierował działającą jawnie w Warszawie Szkołą im. M. Konarskiego. Prowadził również zajęcia w tajnym PIRR w pracowni dla inwalidów Szpitala Ujazdowskiego oraz w Zakładzie Doskonalenia Rzemiosła w Warszawie. Zorganizował w konspiracji Tajne Stowarzyszenie Nauczycieli Szkół Zawodowych, którego został prezesem.
W czasie okupacji pisał pod pseudonimem „Niekrasicki” wiersze satyryczne i teksty piosenek o wymowie antyhitlerowskiej, m.in. druk konspiracyjny – Hitlerowska serenada (1943) wydane po wojnie w tomie pt. 1940-1944. Szkopskie lata: bajki, satyry i utwory aktualne z okresu okupacji niemieckiej (Wrocław, 1946).
Po Powstaniu Warszawskim przebywał w Duninpolu koło Żyrardowa i utworzył tajną Szkołę im. Konarskiego w klasztorze w Szymanowie. Po wojnie organizował w Warszawie I Miejską Szkołę Zawodową.
W 1951 zmuszony był ustąpić ze stanowiska dyrektora Szkoły im. M. Konarskiego i objął wówczas kierownictwo Biura Projektów i Konstrukcji Sprzętu Szkolnego oraz Ośrodka Pomocy Naukowych. W 1961 przeszedł na emeryturę, jednak kontynuował pracę nauczycielską w szkolnictwie zawodowym.
Po wojnie opublikował kilkanaście podręczników szkolnych z zakresu materiałoznawstwa, maszynoznawstwa, poradników dla słuchaczy oraz komentarzy metodycznych; niektóre książki były wielokrotnie wznawiane, aż do lat osiemdziesiątych XX w.:
- Podstawy frezowania metali (Warszawa, 1946),
- Poradnik mechanika-metalowca: dla średnich szkół zawodowych przemysłu metalowego oraz dla pracujących zawodowo w tym przemyśle. (Warszawa, 1946 i 1947),
- Zasady chemii i materiałoznawstwo: podręcznik dla szkół zawodowych przemysłu metalowego (Warszawa, 1947, 1948, 1950),
- Napęd i główniejsze mechanizmy obrabiarek do metali: podręcznik dla uczniów gimnazjów mechanicznych i średnich szkół zawodowych grupy metalowej (Warszawa, 1947),
- Planowanie obróbki na obrabiarkach do metali (Warszawa, 1947),
- Wytrzymałość materiałów (Warszawa, 1950).

W latach 1950–53 wydawał podręczniki i skrypty dla uczniów techników korespondencyjnych; w latach 1954–56 opublikował serię Poradników metodycznych dla Techników Zaocznego Szkolenia Zawodowego; był także współautorem podręcznika pt. Materiałoznawstwo dla metalowców (Warszawa, 1955, 10 wydań do 1965), którego kolejne edycje od 1966 ukazywały się pt. Materiałoznawstwo dla zasadniczych szkół zawodowych (12 wydań do 1978).
Na potrzeby szkół wydał:
- Maszynoznawstwo z częściami maszyn dla techników niemechanicznych (Warszawa, 1960, 8 wydań do 1989 – współautorem był syn – Jerzy Czerwiński),
- Zarys mechaniki technicznej (Warszawa, 1961, 1964, 1967),
- Zarys metodyki nauczania mechaniki technicznej (Warszawa, 1961),
- Technologia materiałów do szkolnych prac ręcznych: drewno, papier, włókna, metale, szkło, masy plastyczne (Warszawa, 1963 i 1968),
- Podstawy techniki (Warszawa, 1967; 5 wydań do 1972 – współautor J. Dreszer),
- Maszynoznawstwo dla techników włókienniczych i drzewnych (Warszawa, 1968, 4 wydania do 1979).

Napisał także kilka poradników: Mechanika techniczna dla samouków (cz. 1–2: Warszawa, 1957-59; 4 wydania do 1963), Ślusarstwo maszynowe (Warszawa, 1958), Poradnik ślusarza (Warszawa, 1964, 8 wydań aż do 1989).
Od 1956 wchodził w skład kolegium redakcyjnego czasopisma dla nauczycieli „Rysunek i Praca Ręczna”, a od 1961 w skład rady redakcyjnej pisma „Wychowanie Techniczne w Szkole”, zamieszczając na ich łamach liczne artykuły.
Czerwiński był jednym z współautorów Monografii Szkoły Zawodowej imienia Michała Konarskiego (Warszawa 1970; wznowionej w 1985).
Pochowany na cmentarzu Bródzieńskim w Warszawie (kwatera 25B-4-18/19).

## Odznaczenia
- Krzyż Kawalerski Orderu Odrodzenia Polski
- Złoty Krzyż Zasługi – dwukrotnie
- Medal Niepodległości
- Medal za Długoletnią Służbę
- Medal 10-lecia Polski Ludowej
- Złota odznaka honorowa „Za Zasługi dla Warszawy”
- Złota Odznaka ZNP
- Zasłużony Nauczyciel PRL